# Albagiara
Albagiara (Ollasta in sardo) è un comune italiano di 226 abitanti della provincia di Oristano in Sardegna.

## Storia
Albagiara fu in passato denominata Ollastra Usellus (già comune autonomo dal 1861 al 1927), per essere poi aggregata ad Usellus. Riacquistò l'autonomia nel 1959 con la denominazione di Ollasta (L.R. n. 1), poi mutata in Albagiara nel 1964 (L.R. n. 9).

### Simboli
Lo stemma e il gonfalone del comune di Albagiara sono stati concessi con decreto del presidente della Repubblica del 17 ottobre 1992. Lo stemma si blasona:

## Monumenti e luoghi d'interesse

### Siti archeologici
Nel territorio di Albagiara sono presenti cinque nuraghi:
- Nuraghe Bingias
- Nuraghe Furisinu
- Nuraghe Lea
- Nuraghe Lussorio
- Nuraghe Porcili

## Società

### Evoluzione demografica
Abitanti censiti

### Lingue e dialetti
La variante del sardo parlata ad Albagiara è il campidanese occidentale.

## Economia
La sua economia si basa sulle attività agricole (oliveti) e sulla lavorazione del legno.